# Doom 3
Doom 3 is een sciencefiction/horror-first-person shooter, ontwikkeld door id Software en op de markt gebracht in augustus 2004. Het spel is geen vervolg op de originele Doom-serie, maar een andere visie op het eerste deel. Het probeert zich te onderscheiden door een volledig nieuwe engine en graphics. Het spel was een groot succes. Er werden 3.5 miljoen exemplaren van verkocht.

## Verhaal
Het spel speelt zich af in het jaar 2145. Mensen zijn in staat naar Mars te reizen en hebben daar een basis opgebouwd. Gefundeerd door de UAC, "de Union Aerospace Corporation",. Dit bedrijf heeft beschikking tot ongelimiteerd geld. Hiermee zijn ze in staat geweest om baanbrekend onderzoek te verrichten en onder andere prototypes van teleporteurs te maken. Wanneer deze in het begin van het spel getest worden, gaat er iets fout en opent er een poort naar de hel en de gehele installatie wordt overspoeld met demonen.
De speler is een marinier die nieuw is in de UAC Corp. Hij krijgt al meteen een opdracht van zijn baas: Sergeant Kelly. De speler moet een onderzoeker lokaliseren die verdwenen is. Wanneer hij die gevonden heeft in een oude communicatietoren, blijkt deze op de hoogte te zijn van de teleporteur en de verschrikking die gaat komen want hij verklaart: "De duivel is echt, ik heb hem gezien". Maar voordat hij een noodoproep kan versturen, wordt de teleporteur geactiveerd. Dit kan je op een tv-scherm meevolgen. Vanaf dit punt zijn alle demonen in Mars belandt, de onderzoeker wordt tevens bezeten. Nu is het aan de speler om Mars te bevrijden van alle demonen voordat ze op aarde terechtkomen.

## Gameplay
Net als voorgaande Doom-spellen is Doom 3 een first-person shooter. Het primaire doel is om alle levels te doorlopen en daarbij monsters te verslaan. In tegenstelling tot voorgaande Doom-spellen komt de speler in Doom 3 echter ook enkele vriendelijke NPC's tegen, die de speler belangrijke informatie of hulpmiddelen kunnen geven. Tevens kan hij ook PDA's vinden. Deze bevatten informatie in de vorm van e-mails of audiologs. Naast onbelangrijke (maar verhaalgebonden) informatie kunnen deze onder andere codes bevatten voor opslagcabinetjes die vaak gevuld zijn met wapens of gezondheidpakketten. Ook kunnen zij ook de 'security clearance' van de speler updaten zodat hij toegang krijgt tot gebieden die eerder niet toegankelijk waren.
De levels zijn grotendeels lineair en bevatten een groot aantal horrorelementen. Duisternis is het meest gebruikte element. In donkere omgevingen kan de speler vijanden minder snel zien aankomen. Tevens kan hij niet tegelijkertijd een wapen en een zaklamp vasthouden, wat het doorlopen van deze gebieden lastiger maakt. Verschrikmomenten, verrassingsaanvallen of enge geluiden behoren ook tot de sfeer.
In het spel bevinden zich vijf primaire personages. De speler neemt de rol aan van een naamloze marinier. De andere vier personages zijn NPC's. Het spel maakt ook gebruik van de id Tech 4-engine.

## Uitbreidingspakket
Er is ook een uitbreidingspakket voor Doom 3 genaamd: Doom 3: Resurrection of Evil. Het uitbreidingspakket zet het spel voort waar het gestopt was. Op het einde van Doom 3, nadat alle monsters verslagen zijn, komt er nog één groot monster voorbijvliegen.

## Doom 3: BFG Edition
De Doom 3: BFG Edition is Doom 3, opnieuw uitgebracht samen met de uitbreiding Doom 3: Resurrection of Evil, een opgepoetste visuele weergave en zeven nieuwe levels die het spel uitbreiden. De Doom 3: BFG Edition kwam uit op 19 oktober 2012 voor Microsoft's Xbox 360, Sony's PlayStation 3 en PC

## Trivia
- Het spel is opgenomen in het boek 1001 Video Games You Must Play Before You Die van Tony Mott.